# Liste der Monuments historiques in Doumely-Bégny
Die Liste der Monuments historiques in Doumely-Bégny führt die Monuments historiques in der französischen Gemeinde Doumely-Bégny auf.

## Liste der Immobilien
| Bezeichnung        | Beschreibung                                                                                               | Standort                       | Kennzeichnung | Schutzstatus   | Datum | Bild           |
| ------------------ | --- | ------------------------------ | ------------- | -------------- | ----- | -------------- |
| Château de Doumely | festes Haus, ab dem 15. Jahrhundert, mehrfach umgebaut; Wirtschaftsgebäude vom Anfang des 18. Jahrhunderts | Doumely, rue du Château (Lage) | PA00078430    | Classé Inscrit | 1984  | weitere Bilder |